# De la capăt
Chansons représentant la Roumanie au Concours Eurovision de la chanson
Miracle
(2014) Yodel It!
(2017)
De la capăt (All Over Again ; en français : « Depuis le début (encore et encore) ») est la chanson de Voltaj qui représente la Roumanie au Concours Eurovision de la chanson 2015 à Vienne.
Le 19 mai 2015, lors de la 1re demi-finale, elle termine à la 5e place avec 89 points et est qualifiée pour la finale le 23 mai 2015, au cours de laquelle elle termine à la 15e place avec 35 points.